# Allendorf (Eder)
Allendorf (Eder) – miejscowość i gmina w Niemczech, w kraju związkowym Hesja, w rejencji Kassel, w powiecie Waldeck-Frankenberg. Leży nad rzeką Eder. Od 1 stycznia 2015 do 31 grudnia 2022 siedziba administracyjna wspólnoty administracyjnej Allendorf (Eder)-Bromskirchen. 1 stycznia 2023 do gminy przyłączono gminę Bromskirchen, która stała się jej dzielnicą (Ortsteil).